# Stockage des déchets radioactifs en surface
Pour un article plus général, voir Gestion des déchets radioactifs.
Le stockage des déchets radioactifs en surface est une méthode pour entreposer les déchets radioactifs. Les alternatives sont : 
- le stockage des déchets radioactifs en couche géologique profonde qui est à l'étude dans plusieurs pays ;
- l'immersion en mer, interdite depuis la Convention de Londres en 1993.

Les déchets de très faible activité (TFA) sont conditionnés dans des caissons métalliques ou dans des grands sacs en tissu plastifié.

## Acheminement des déchets radioactifs (TFA et FMA-VC)
Le cheminement est défini par plusieurs étapes, soumises à des contrôles stricts et rigoureux.

### Transport des déchets
Le transport de ces déchets peut se faire par voie routière, ou par voie ferroviaire. Les colis des déchets sont placés dans des emballages spécifiques qui assurent le confinement des rayonnements radioactifs en usage normal et en cas d'accident. Ainsi ils peuvent supporter des conditions extrêmes telles qu'une collision à grande vitesse, un incendie, une chute ou une immersion dans l'eau.
Ces transports obéissent à une réglementation nationale et internationale qui vise à protéger les populations et l'environnement de tout risque. Aucun transport n'est autorisé ou réceptionné sans la remise d'un dossier de contrôle complet. Enfin, tout transport peut être interrompu en cours de route au moindre manquement constaté.

### Contrôle des déchets
Pour être stockés dans des centres de stockage qui leur sont dédiés, les colis de déchets doivent répondre à des critères techniques bien spécifiques tels que: la taille, la masse, le niveau de radioactivité, le conditionnement. Un système de suivi informatique des colis de déchets permet de contrôler leur conformité et de retracer précisément l'itinéraire de chaque colis, depuis sa fabrication chez le producteur jusqu'à son stockage dans le centre.

### Préparation des colis avant stockage
Certains déchets doivent de nouveau être traités ou reconditionnés avant de pouvoir être stockés.
Ils peuvent être: compactés afin de réduire leur volume ou solidifiés s'il s'agit de déchets liquides.
Le reconditionnement de ces colis de déchets s'effectue directement dans le centre de stockage qui dispose d'un bâtiment spécifique pour ces opérations.

## Gestion des déchets de très faible activité (TFA)
Les colis de déchets de très faible activité (TFA) sont stockés dans des alvéoles creusées dans l’argile. Afin de stabiliser les colis des déchets, les vides entre les colis sont remplis par du sable. Une fois pleines et fermées les alvéoles sont fermées par un film étanche, elles sont ensuite couvertes d’une couverture définitive composée de plusieurs couches de matériaux dont l’argile. Celle-ci permet de protéger les colis contre l’eau de pluie.

## Gestion des déchets de faible et moyen activité à vie courte (FMA-VC)
Les déchets de faible et moyenne activité à vie courte (FMA-VC) sont traités et conditionnés en fonction de leur nature. Ils sont placés dans des conteneurs en métal ou en béton. Ces déchets sont stockés dans des ouvrages séparés en fonction de leur nature. Afin de stabiliser les colis, les vides entre les colis sont remplis par du gravier pour les colis en béton et par du béton pour les colis métalliques.Un colis de déchet FMA-VC est composé de 15 à 20 % de déchets radioactifs et de 80 à 85 % d’enrobage (du béton, de la résine, ou du mortier).
Une fois pleins, les ouvrages de stockage sont fermés par une dalle en béton ; celle-ci est ensuite recouverte d’un revêtement imperméable.

## Surveillance régulière des centres de stockage
Ces centres de stockages de déchets radioactifs ont un impact sur l'environnement. Ainsi, chaque année, environ 15 000 mesures sont effectuées à l'intérieur et autour de ces centres. Il s'agit de contrôles :
- radiologiques sur l’air, les eaux, les sédiments des ruisseaux environnants, les végétaux et la chaîne alimentaire ;
- physico-chimiques dans les eaux ;
- écologiques sur la faune, la flore et les habitats aquatiques[1].

## Organismes gestionnaires
En France, l'Agence nationale pour la gestion des déchets radioactifs (ANDRA) stocke en surface les déchets radioactifs dont la radioactivité est très faible, faible et moyenne (vie courte). Cette technique à pour but de protéger l’environnement et les populations de leur radioactivité